# Magyarország a 2019-es fedett pályás atlétikai Európa-bajnokságon
Magyarország a skóciai Glasgow-ban megrendezendő 2019-es fedett pályás atlétikai Európa-bajnokság egyik részt vevő nemzete volt. Az ország a versenyen 13 sportolóval képviseltette magát.

## Érmesek
| Érem  | Versenyző    | Versenyszám | Dátum      |
| ----- | ------------ | ----------- | ---------- |
| Bronz | Márton Anita | Súlylökés   | március 3. |

## Eredmények

### Férfi
| Versenyző       | Versenyszám | Előfutam | Előfutam | Előfutam | Elődöntő | Elődöntő | Elődöntő | Döntő   | Döntő    |
| Versenyző       | Versenyszám | Idő      | Hely.    | Össz.    | Idő      | Hely.    | Össz.    | Idő     | Helyezés |
| --------------- | ----------- | -------- | -------- | -------- | -------- | -------- | -------- | ------- | -------- |
| Szabó Dániel    | 60 m        | 6,88     | 6.       | 33.      | kiesett  | kiesett  | kiesett  | kiesett | kiesett  |
| Kazi Tamás      | 800 m       | 1:49,66  | 5.       | 23.      | kiesett  | kiesett  | kiesett  | kiesett | kiesett  |
| Vindics Balázs  | 800 m       | 1:49,98  | 3.       | 25.      | kiesett  | kiesett  | kiesett  | kiesett | kiesett  |
| Kovács Benjamin | 3000 m      | 7:59,89  | 8.       | 18.      |          |          |          | kiesett | kiesett  |
| Szűcs Valdó     | 60 m gát    | 7,69     | 3.       | 10.      | 7,75     | 6.       | 12.      | kiesett | kiesett  |

### Női
| Versenyző        | Versenyszám | Előfutam | Előfutam | Előfutam | Elődöntő | Elődöntő | Elődöntő | Döntő        | Döntő        |
| Versenyző        | Versenyszám | Idő      | Hely.    | Össz.    | Idő      | Hely.    | Össz.    | Idő          | Helyezés     |
| ---------------- | ----------- | -------- | -------- | -------- | -------- | -------- | -------- | ------------ | ------------ |
| Sorok Klaudia    | 60 m        | 7,37     | 4.       | 19.      | 7,39     | 6.       | 18.      | kiesett      | kiesett      |
| Nádházy Evelin   | 400 m       | 53,90    | 6.       | 32.      | kiesett  | kiesett  | kiesett  | kiesett      | kiesett      |
| Gyürkés Viktória | 3000 m      |          |          |          |          |          |          | 9:03,56      | 9.           |
| Kerekes Gréta    | 60 m gát    | 8,09     | 2.       | 7.       | 8,05     | 3.       | 6.       | 8,03         | 5.           |
| Kozák Luca       | 60 m gát    | 8,08     | 3.       | 6.       | 7,97     | 1.       | 1.       | visszalépett | visszalépett |

| Versenyző         | Versenyszám | Selejtező | Selejtező | Döntő    | Döntő    |
| Versenyző         | Versenyszám | Eredmény  | Helyezés  | Eredmény | Helyezés |
| ----------------- | ----------- | --------- | --------- | -------- | -------- |
| Nguyen Anasztázia | Távolugrás  | 6,28 m    | 17.       | kiesett  | kiesett  |
| Márton Anita      | Súlylökés   | 18,05 m   | 7.        | 19,00 m  |          |

| Versenyző     | Versenyszám | 60 m gát | 60 m gát | Magasugrás | Magasugrás | Súlylökés | Súlylökés | Távolugrás | Távolugrás | 800 m   | 800 m | Végeredmény | Végeredmény |
| Versenyző     | Versenyszám | Idő      | Pont     | Eredmény   | Pont       | Eredmény  | Pont      | Eredmény   | Pont       | Idő     | Pont  | Pont        | Helyezés    |
| ------------- | ----------- | -------- | -------- | ---------- | ---------- | --------- | --------- | ---------- | ---------- | ------- | ----- | ----------- | ----------- |
| Krizsán Xénia | Ötpróba     | 8,45     | 1028     | 1,78 m     | 953        | 14,17 m   | 805       | 6,05 m     | 865        | 2:10,50 | 957   | 4608        | 7.          |